# Левин, Михаил Львович
Михаи́л Льво́вич Ле́вин (8 февраля 1921, Саратов — 1 августа 1992, Москва) — советский радиофизик, доктор физико-математических наук, профессор.

## Биография
Родился в семье аграрного экономиста Ревекки Сауловны Левиной (1899—1964) и нейроэндокринолога Льва Наумовича Карлика (1898—1975). Брат — Владимир Львович Левин (1938—2012), математик. В 1926 году семья переехала в Москву, жила в общежитии Института красной профессуры на Пречистенке, затем неподалёку от Никитских ворот.
В 1930 году Левин поступил сразу в третий класс школы № 59. В 1938 году окончил школу и поступил на физический факультет Московского государственного университета. В 1941—1943 годах находился в эвакуации в Казани. Не был призван в РККА в ходе Великой Отечественной войны из-за слабого зрения. В 1943—1944 годах был научным сотрудником теоретической лаборатории завода № 465 НКЭП, которая затем была переведена в НИИ-108, под руководством М. А. Леонтовича.
В июле 1944 года был арестован, в марте 1945 года приговорён к трём годам лишения свободы по статьям 58-10 (пропаганда или агитация) и 58-11 (организационная деятельность) УК РСФСР. 
Проходил по делу студентов московских высших учебных заведений. Всего было арестовано 13 молодых людей — друзей, собиравшихся у одной из своих подруг в комнате коммунальной квартиры на Арбате. Среди них были  Валерий Фрид,  Марк Коган и Юлий Дунский, а также дочь ранее репрессированного и расстрелянного А. С. Бубнова. По одной из версий, основной целью ареста молодёжной группы была именно она, а остальные попали за компанию. Группе вменялась подготовка покушения на Сталина во время его проезда по Арбату в Кремль. 
В мае-августе 1945 года работал в так называемой «кучинской шарашке» под руководством Ф. Ф. Железова, в августе того же года был освобождён согласно указу «Об амнистии в связи с победой над гитлеровской Германией» и получил возможность сдать выпускной экзамен без права работать в Москве и Московской области.
В 1945 году по рекомендации М. А. Леонтовича был назначен А. А. Андроновым на работу на первый в СССР радиофизический факультет Горьковского государственного университета. В 1946 году защитил кандидатскую диссертацию и стал ассистентом кафедры теоретической физики. В 1948 году была арестована по так называемому «аллилуевскому делу» мать Левина, из-за чего он не смог защитить уже написанную докторскую диссертацию и в 1950 году был уволен из университета. В 1950—1951 годах официально не работал, занимался переводами научной литературы.
В 1951—1954 годах был старшим преподавателем в Тюменском педагогическом институте. В 1954 году, после освобождения матери, защитил докторскую диссертацию на тему «Теория щелевых антенн в волноводах». В 1955 году стал профессором кафедры теоретической физики Ивановского педагогического института. В том же году была реабилитирована мать Левина, в 1956 году — он сам.
В 1956 году стал работать в Радиотехническом институте АН СССР, в 1957 году по совместительству — на кафедре радиофизики Московского физико-технического института. В 1960 году стал начальником лаборатории Радиотехнического университета, которая в 1977 году была переведена в Московский радиотехнический институт АН СССР. В 1989 году стал начальником теоретического отдела.

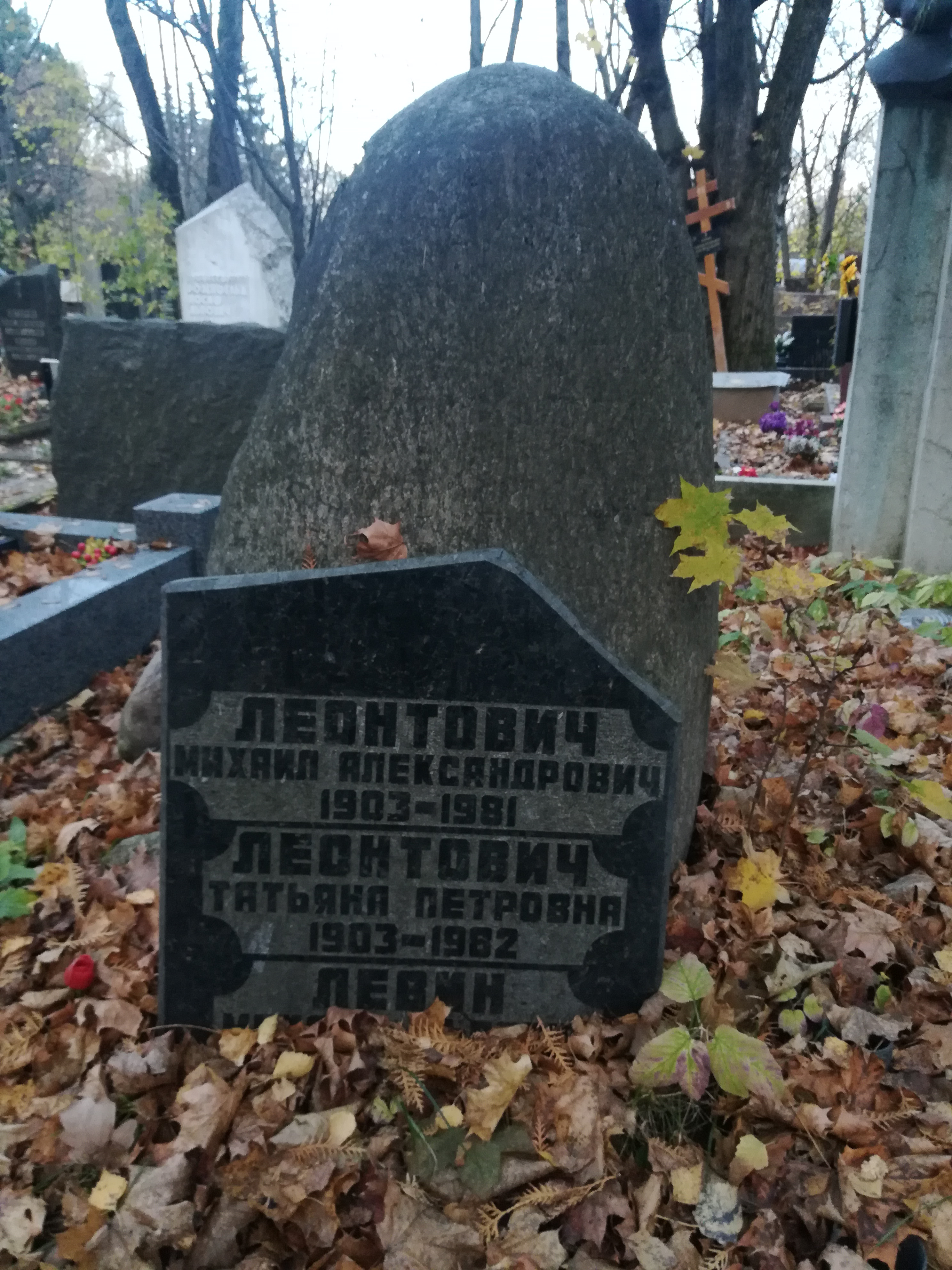
Могила М. Л. Левина

1 августа 1992 года скончался. Похоронен на Кунцевском кладбище в Москве.

### Личная жизнь
- Жена — Наталья Михайловна Леонтович (род. 1934), математик. Тесть — Михаил Александрович Леонтович (1903—1981), физик.
  - Дочь — Татьяна Михайловна Левина (род. 1957), искусствовед, научный сотрудник Государственной Третьяковской галереи.
  - Сын — Андрей Михайлович Левин (род. 1962), математик, профессор НИУ ВШЭ.
  - Сын — Пётр Михайлович Левин (род. 1971).

Был близким другом физика и правозащитника Андрея Дмитриевича Сахарова (1921—1989), среди очень немногих посещал его в ссылке в Горьком (с разрешения властей). Занимался литературным творчеством.

## Научная деятельность
Является одним из основателей школы радиофизики в Горьком. Был также крупным исследователем истории электродинамики.